# Pietro Francisci
Pietro Francisci (eigentlich Piero Francisci; * 9. September 1906 in Rom; † 1977 ebenda) war ein italienischer Filmregisseur und Drehbuchautor.

## Leben
Francisci war nach einem Jura-Abschluss bereits seit den frühen 1930er Jahren im italienischen Filmgeschäft tätig. Anfangs drehte er vor allem Dokumentarfilme, bevor er sich dem Spielfilm zuwandte. Unter seinen dokumentarischen Kurzfilmen ragt La montagna di fuoco über den Vesuv heraus, der von Jack Cardiff fotografiert worden. Auch seine ersten Spielfilme entstanden in völliger Unabhängigkeit; am bekanntesten sind jedoch seine Historienfilme Attila, die Geißel Gottes (mit Anthony Quinn in der Hauptrolle) und Die unglaublichen Abenteuer des Herkules (mit Steve Reeves), der Auslöser eines Boomes von Antikfilmen, den sogenannten Sandalenfilmen. Seine letzten Filme ließen sein früheres Talent und Gespür vermissen.

## Filme (Auswahl)
- 1934: Rapsodia in Roma (Dokumentarfilm)
- 1948: Natale al campo 119
- 1949: Antonius von Padua (Antonio di Padova)
- 1950: Der Löwe von Amalfi (Il leone di Amalfi)
- 1952: Le meravigliose avventure di Guerrin Meschino
- 1952: Die Königin von Saba (La regina di Saba)
- 1954: Attila, die Geißel Gottes (Attila)
- 1956: Saragossa (Orlando e i paladini di Francia)
- 1958: Die unglaublichen Abenteuer des Herkules (Le fatiche di Ercole)
- 1959: Herkules und die Königin der Amazonen (Ercole e la regina di Lidia)
- 1960: Archimedes, der Löwe von Syrakus (L'assedio di Siracusa)
- 1960: Sappho, Venus von Lesbos (Saffo, Venere di Lesbo)
- 1963: Herkules, Samson und Odysseus (Ercole sfida Sansone)
- 1966: Raumkreuzer Hydra – Duell im All (2+5: Missione Hydra)
- 1973: Sindbad und der Kalif von Bagdad/Der Schatz des Piraten (Simbad e il califfo di Bagdad)